# Uno (sector)
Uno é um sector da região administrativa de Bolama na Guiné-Bissau. Em 2009 tinha uma população de 5.913 Habitantes. A sua principal localidade é Uno.

## Ilhas doSetor
| Ilhas                 | km²   | Hab. (2009 |
| --------------------- | ----- | ---------- |
| Ilha de Uno           | 104.0 | 3.324      |
| Ilha de Orango Grande | 272.5 | 1.250      |
| Ilha Uracane          |       | 1.181      |
| Ilha de Eguba         |       | 158        |
| Total Sector          |       | 5.913      |